# Westphalia (Míchigan)
Westphalia es una villa ubicada en el condado de Clinton en el estado estadounidense de Míchigan. En el Censo de 2010 tenía una población de 923 habitantes y una densidad poblacional de 311,24 personas por km².

## Geografía
Westphalia se encuentra ubicada en las coordenadas 42°55′52″N 84°47′52″O / 42.93111, -84.79778. Según la Oficina del Censo de los Estados Unidos, Westphalia tiene una superficie total de 2.97 km², de la cual 2.89 km² corresponden a tierra firme y (2.71%) 0.08 km² es agua.

## Demografía
Según el censo de 2010, había 923 personas residiendo en Westphalia. La densidad de población era de 311,24 hab./km². De los 923 habitantes, Westphalia estaba compuesto por el 98.16% blancos, el 0.11% eran afroamericanos, el 0.11% eran amerindios, el 0.11% eran asiáticos, el 0% eran isleños del Pacífico, el 0.98% eran de otras razas y el 0.54% pertenecían a dos o más razas. Del total de la población el 3.03% eran hispanos o latinos de cualquier raza.